# یایچی (اردبیل)
یایچی روستایی است که در استان اردبیل، شهرستان اردبیل، بخش هیر، دهستان هیر قرار دارد.

روستای یایچی زیباترین روستای اردبیل از توابع بخش هیر شهرستان اردبیل است که در فاصله 10.5کیلومتری شمال غربی شهر هیر و 28 کیلو متری شهر اردبیل و در دامنه ارتفاعات باغرو قرار دارد . این روستا با روستاهای بقرآباد،خانقاه ،دمدمه،بیله درق،ایوریق و کردعلیلو همسایه است .
آب و هوای منطقه تابعی از اقلیم حاکم بر آذربایجان و گیلان است . نزدیکی به کانونهای رطوبتی وارتفاع بالای منطقه شرایطی را محیا کرده است که بارزترین مشخصه آن زمستانهای سرد و برفی طولانی و تابستانهای معتدل است.
یایچی از خوش آب و هواترین روستاهای استان اردبیل می باشد که میوه های تابستانی آن از مرغوب ترین میوهای کشور است.
گیلاس ،آلبالو ،زردآلو و سیب از عمده محصولات روستای یایچی است .

## جمعیت
بر اساس سرشماری سال ۱۳۹۹ جمعیت این روستا ۳۵۰ نفر با ۵۱ خانوار بوده‌است.